# Aéroport de Guelmim
L'aéroport de Guelmim (code IATA : GLN • code OACI : GMAG) est un aéroport international qui dessert la ville de Guelmim, chef-lieu de la région Guelmim-Oued Noun, au Maroc.
La nouvelle aérogare civil a été inaugurée le 22 janvier 2019, avec une superficie de 7000 m² et une capacité de 700000 passagers annuels.

## Compagnies aériennes et destinations
| Compagnies              | Destinations                                |
| ----------------------- | ------------------------------------------- |
| Air Arabia Maroc        | Casablanca-Mohammed-V                       |
| Binter Canarias         | Lanzarote-Arrecife, Las Palmas/Gran Canaria |
| Royal Air Maroc Express | Tan Tan (Plage Blanche)                     |

Édité le 17/03/2023  Actualisé le 2/08/2023

## Situation

### Carte des aéroports du Maroc
| \| 100 km1:10 004 000 \| Ouezzane Agadir Al Hoceima Meknès Béni Mellal Bouarfa Casablanca-Tit Mellil Casablanca-Mohammed V Errachidia Essaouira Fès Guelmim Ifrane Kénitra Khouribga Marrakech Nador Ouarzazate Oujda Rabat-Salé Tanger Zagora Tan-Tan Tarfaya Tétouan Benslimane Sidi Slimane Inezgane Ben Guerir Taroudant Taza |
| 100 km1:10 004 000 |

## Statistiques
Pour des raisons techniques, il est temporairement impossible d'afficher le graphique qui aurait dû être présenté ici.

Voir la requête brute et les sources sur Wikidata.